# Bradley Walker Tomlin
 (mai 2017).
Si vous disposez d'ouvrages ou d'articles de référence ou si vous connaissez des sites web de qualité traitant du thème abordé ici, merci de compléter l'article en donnant les références utiles à sa vérifiabilité et en les liant à la section « Notes et références ».
Bradley Walker Tomlin, né le 19 août 1899 à Syracuse dans l'État de New York, et mort le 11 mai 1953 à New York, est un artiste peintre américain, dont le style de la partie dominante de son œuvre est généralement, mais pas exclusivement, associé à l'Expressionnisme abstrait.
Bradley Walker Tomlin est considéré comme un des principaux peintres de l'École de New York de l'expressionnisme abstrait, mais avec un style original et plus nuancé, moins tranchant ou extrême que celui d'autres grands artistes de cette école, et avec un usage fréquent de formes calligraphiques uniques ou répétées.
John I. H. Baur, conservateur de 1968 à 1974 du Whitney Museum of American Art, un des grands musées d'art moderne de New York, et auteur d'une biographie de Tomlin, a écrit que « la vie et l'œuvre de Tomlin son caractérisées par un effort incessant vers la perfection, dans le sens classique du terme, vers cette logique intérieure de forme qui produit une harmonie totale, une exactitude inaltérable, un sens d'accomplissement miraculeux... Ce fut lors des cinq dernières années de sa vie que Tomlin atteindra complètement son but et que son art s'épanouira avec force et autorité »[réf. nécessaire].

## Biographie
Né à Syracuse en 1899, Tomlin est rapidement attiré par les arts et reçoit une bourse à quatorze ans pour étudier la sculpture. Puis, il étudie la peinture de 1917 à 1921 à l'université de Syracuse et s'installe à New York City après avoir obtenu son diplôme.
Après avoir d'abord travaillé comme illustrateur pour des magazines du groupe Condé Nast, Tomlin obtient une bourse pour perfectionner ses études de peinture à Paris en 1923. Là, il travaille à l'Académie Colarossi et à l'Académie de la Grande Chaumière. À son retour à New York, il reprend son travail d'illustrateur, tout en commençant à exposer certains de ses tableaux au Whitney Studio Club.
Tomlin fait sa première exposition individuelle en 1926, puis fait un nouveau séjour en Europe en 1927 au cours duquel il séjourne en Grande-Bretagne, Italie et Suisse. En 1929, il effectue sa première vente de tableau à un musée, la Pennsylvania Academy of Fine Arts. Lors de la Grande Dépression, il commence à enseigner pour subvenir à ses besoins dans des écoles préparatoires de l'état de New York (1932-1941).
En 1936-1937, il est fortement impressionné par l'exposition Fantastic Art, Dada, and Surrealism au Museum of Modern Art de New York, ce qui le conduit à faire évoluer son style en s'orientant vers moins de réalisme, tendant parfois au surréalisme.
De 1939 à 1944, Tomlin évolue vers le cubisme. En 1945, il rencontre l'artiste peintre expressionniste abstrait Adolph Gottlieb, qui lui fait rencontrer des artistes expressionnistes abstraits comme Robert Motherwell, Philip Guston et Jackson Pollock avec lesquels il se lie d'amitié. Sous leur influence, Tomlin s'éloigne du cubisme et évolue vers l'expressionnisme abstrait. Cependant, malgré ces influences, il développe un style très personnel, original, plus nuancé que celui d'autres artistes.
Réputé pour son calme et sa courtoisie, Bradley Walter Tomlin est surnommé le « Gentleman Abstract Expressionnist » par le poète John Ashbery. Son ami peintre Robert Motherwell le qualifie de « dandy et dilettante » en dehors de son activité d'artiste peintre[réf. nécessaire].
Le 11 mai 1953 à l'âge de 53 ans, Bradley Walker Tomlin meurt soudainement d'une crise cardiaque à l'hôpital Saint-Vincent de New York ; la veille, il avait été victime d'un malaise en revenant d'une soirée organisée par le peintre Jackson Pollock à Long Island.

## Expositions

### Expositions individuelles
- 1922 : Skaneatele and Cazenovia, NY (aquarelles)
- 1925 : Anderson Galleries, NY (aquarelles)
- 1926-1927 : Montross Gallery, NY
- 1931, 1944 : Frank K. M. Rehn Galleries, NY
- 1950, 1953 : Betty Parsons Gallery, NY
- 1955 : Phillips Memorial Gallery, Washington, D.C.
- 1957 : Bradley Walker Tomlin. Exposition organisée par les Art Galleries of the University of California, Los Angeles, en association avec le Whitney Museum of American Art de New York
- 2016 : Bradley Walker Tomlin: A Retrospective, Samuel Dorsky Museum of Art, aout - décembre 2016, State University of New York, New Paltz, NY.

### Expositions collectives
- 1949, 1951: University of Illinois
- 1951 : 9th Street Art Exhibition, NYC
- 1951 : Abstract Painting and Sculpture in America, Museum of Modern Art, New York, et University of Minnesota, Minneapolis MN
- 1952 : Fifteen Americans, Museum of Modern Art, New York;
- 1953 : Metropolitan Museum of Art, NYC; “Second Annual Exhibition of Painting and Sculpture Stable Gallery”, NYC
- 1954-1955 : The New Decade, Whitney Museum of American Art, NYC
- 1955 : Musée d’art moderne de la ville de Paris, Paris, France
- 1969 : New American Painting and Sculpture, Museum of Modern Art, New York
- 2017 : Abstract Expressionnism, Musée Guggenheim (Bilbao), février - juin 2017